# Hakainde Hichilema
Hakainde Hichilema (Monze, 4 de junho de 1962) é um político zambiano, atual presidente de seu país. É líder do Partido Unido para o Desenvolvimento Nacional, maior partido de oposição da Zâmbia.

## Biografia
Hichilema nasceu em uma vila no distrito de Monze. Recebeu uma bolsa de estudos para a Universidade da Zâmbia, e mais tarde graduou-se com um MBA da Universidade de Birmingham, no Reino Unido.

### Vida profissional
- Serviços Consultivos do Equador, consultor assistente, 1986
- Coopers & Lybrand, restructuring Indeco, 1986
- Diretor de Assessoria Corporativa,1989
- CEO 1994-1998
- Mudou o nome da Coopers & Lybrand para Grant Thornton.

### Empresário
Hichilema é integrante de vários quadros de diretorias em empresas como Sun International, Greenbelt Fertilisers Ltd, Media Trust Fund, Export Development Programme.

### Carreira política
Hichilema é membro do partido de oposição Partido Unido para o Desenvolvimento Nacional, um partido político liberal. Após a morte de Anderson Mazoka em 2006, ele foi eleito como o novo presidente do partido. Ele também serviu como líder da Aliança Democrática Unida (UDA), uma aliança de três partidos políticos da oposição.
Nas eleições de 2006, Hichilema foi candidato pela UDA e concorreu contra o então presidente Levy Mwanawasa do Movimento pela Democracia Multipartidária, e o candidato da Frente Patriótica, Michael Sata. Ele recebeu o aval do ex-presidente Kenneth Kaunda. A eleição foi realizada em 28 de setembro de 2006, e Hichilema ficou em terceiro lugar com cerca de 25% dos votos.
Hichilema concorreu como candidato da UPND nas eleições de 2008, que foram convocadas após a morte do Presidente Levy Mwanawasa. Ele ficou em 3º lugar, com 19,7% dos votos. Em junho de 2009, o partido de Hichilema, a UPND, formou um pacto com a Frente Patriótica (PF) de Michael Sata para disputar juntos as eleições de 2011. Entretanto, a indecisão a respeito do candidato que representaria o pacto, a profunda desconfiança e as acusações de tribalismo de ambos os lados resultaram no colapso do pacto em março de 2011.
Ele foi um dos dois principais candidatos nas eleições presidenciais de janeiro de 2015, quando foi derrotado por uma estreita margem de 27.757 votos (1,66%) contra o candidato do partido governista, Edgar Lungu. Hichilema denunciou a eleição como uma farsa e instou seus apoiadores a permanecerem calmos. Ele novamente enfrentou Lungu como o principal candidato da oposição nas eleições presidenciais de agosto de 2016, e foi novamente derrotado também por margem pequena.
Em abril de 2017, ele foi preso por suspeita de traição e acusado de tentativa de derrubar o governo. Ele esteve na prisão por quatro meses antes de ser solto com a decisão do Ministério Público de não prosseguir com o caso.
Após ter contestado cinco eleições anteriores em 2006, 2008, 2011, 2015 e 2016, ele ganhou as eleições presidenciais de 2021 com mais de 59% dos votos. Sua principal plataforma foi a promessa de reformas políticas, econômicas e democráticas para fomentar investimentos, bem como o combate à corrupção.

### Vida pessoal
É casado com uma antiga gerente de escritório Mutinta e juntos têm três filhos, a filha Miyanda e os filhos Habwela e Chikonka. Em dezembro de 2014, declarou-se Adventista do Sétimo Dia. Hichilema é um milionário e o segundo maior pecuarista da Zâmbia.